# 圆斑毒蛙属
圆斑毒蛙属（学名：Excidobates）为箭毒蛙科的一个属。

## 下属物种
本属包括以下物种：
- Excidobates captivus (Myers, 1982)[2]
- Excidobates condor Almendáriz, Ron & Brito M., 2012[3]
- Excidobates mysteriosus (Myers, 1982)

## 保育狀況
本属所有种均被列為《瀕危野生動植物種國際貿易公約》附錄二的物種，被限制出口及貿易。